# Gabriel Attal
Gabriel Nissim Attal-de Couriss (uitspraakⓘ; Clamart, 16 maart 1989) is een Frans politicus. Op 9 januari 2024 werd hij door president Emmanuel Macron benoemd tot premier van Frankrijk. Op 5 september 2024 werd hij opgevolgd door Michel Barnier. Sinds 13 juli 2024 is hij namens Ensemble pour la République (EPR) fractievoorzitter in de Nationale Vergadering.
Attal was lid van de Parti socialiste (PS) tot 2016 en werd vervolgens lid van Macrons beweging En marche (EM), die later de huidige partij Renaissance (RE) zou worden. Sinds 8 december 2024 is hij partijleider. In 2017, 2022 en 2024 werd hij tot lid van de Nationale Vergadering verkozen in de tiende kieskring van het departement Hauts-de-Seine.
Van 2018 tot 2020 was hij staatssecretaris voor Nationaal Onderwijs en Jeugd en van 2020 tot 2022 regeringswoordvoerder. In 2022 werd hij onderminister voor Financiën en een jaar later minister van Nationaal Onderwijs en Jeugd.

## Privé
Attal is de eerste openlijk homoseksuele premier van Frankrijk. Op 34-jarige leeftijd werd hij de jongste persoon en de eerste openlijk homoseksuele persoon die als regeringsleider fungeerde van een land dat lid is van de G7.
Van 2017 tot 2022 had Attal een geregistreerd partnerschap met politicus Stéphane Séjourné, voormalig lid van het Europees Parlement (2019-2024) en minister van Europese en Buitenlandse Zaken in Attals regering (2024).
- Gemeinsame Normdatei: 1296823032
- Système universitaire de documentation: 249221276
- Virtual International Authority File: 2436160245351952640008